# Thúc Kháng
Thúc Kháng là một xã thuộc huyện Bình Giang, tỉnh Hải Dương, Việt Nam.
Phía Tây giáp với xã Phù Ủng, huyện Ân Thi tỉnh Hưng Yên; phía Bắc giáp thị trấn Kẻ Sặt, phía Đông giáp với xã Tân Hồng, phía Nam giáp xã Thái Dương huyện Bình Giang.
Xã Thúc Kháng có diện tích 8,17 km², dân số năm 1999 là 7075 người, mật độ dân số đạt 866 người/km². Xã có 7 thôn gồm: Lương Ngọc, Ngọc Cục, Tào Khê, Ngọc Tân, Châu Khê, Tranh Trong, Tranh Ngoài.